# FA Cup 1871-72
La Football Association Challenge Cup 1871-72 fue la primera edición de esta competición, más frecuentemente conocida como FA Cup, la competición de fútbol más antigua del mundo. Quince de los cincuenta miembros que conformaban la asociación futbolística inglesa accedieron a la competición, a pesar de que tres de ellos se retiraron sin jugar un solo partido. En la final, la cual se disputó en el Kennington Oval de Londres el 16 de marzo de 1872, los Wanderers se impusieron por un tanto a cero al Royal Engineers. El autor de este gol fue Morton Betts, quien jugó bajo el seudónimo de A. H. Chequer.
El club escocés más importante en aquellos momentos, el Queen's Park, participó en la competición y llegó a las semifinales sin tener que jugar un solo partido, bien porque no se llegaba a un acuerdo para elegir la sede del mismo, porque los oponentes se retiraban de la competición o por gozar de la exención en alguna de las rondas. Tras empatar con el Wanderers en la semifinal, el equipo escocés no pudo permitirse el viaje a Londres para disputar el partido de repetición y se vio obligado a retirarse de la competición. De este modo, sus rivales avanzaron a la final gracias a un walkover. Asimismo, la organización del torneo incluyó una regla por la cual, en caso de que se diese un empate, esta se reservaba el derecho de permitir a ambos conjuntos avanzar a la siguiente ronda, lo cual ocurrió en dos ocasiones. 
La temporada 1871-72 fue la primera en la historia de la FA Cup, también conocida como la Football Association Challenge Cup, el torneo de fútbol más antiguo del mundo. El ganador fue Wanderers FC, que venció a Royal Engineers en la final, disputada en el Kennington Oval. 
Más detalles:
- Primer torneo:  La FA Cup se fundó en 1871 y se jugó por primera vez durante la temporada 1871-72.
- Participantes:  En la primera edición, participaron 15 equipos.
- Final:  La final se disputó en el Kennington Oval, con la victoria de Wanderers FC por 1-0 sobre Royal Engineers.
- Importancia:  La FA Cup sigue siendo una competición muy importante en Inglaterra, con la participación de equipos de todos los niveles del fútbol inglés.
- Ganadores históricos:  Wanderers FC fue el primer ganador de la FA Cup, y posteriormente, otros clubes han ganado el trofeo a lo largo de la historia, como Crystal Palace, Manchester City, y Arsenal, el equipo con más títulos.

## Contexto
The Football Association, el órgano rector del fútbol en Inglaterra, se había formado en 1861, pero durante los ocho primeros años de su existencia, los clubes miembros solo disputaban partidos amistosos entre ellos, sin premios en juego. En 1871, sin embargo, Charles Alcock, el secretario de la asociación, concibió la idea de organizar un torneo de eliminación directa en el que pudieran participar los clubes miembro, con un trofeo que le sería otorgado al ganador. La inspiración de Alcock vino de sus días en Harrow School, en la que las diferentes casas que conformaban la escuela se enfrentaban anualmente por un título. Cincuenta clubes eran elegibles para acceder al campeonato, pero solo doce de ellos fueron elegidos para ello: Barnes, Civil Service, Clapham Rovers, Crystal Palace, Hampstead Heathens, Harrow Chequers, Harrow School, Lausanne, Royal Engineers, Upton Park, Wanderers y Windsor Home Park. No obstante, antes de que se disputara la primera ronda, Harrow School, Lausanne y Windsor Home Park se retiraron de la competición, por lo que el número de participantes se vio reducido a nueve. Poco después, seis clubes accedieron a participar en el torneo, entre los que estaba el Queen's Park, el club escocés más importante en aquellos momentos. De este modo, el número final de participantes fue de quince equipos.
La mayoría de equipos que tomaron parte en esta primera edición están ahora difuntos. El Queen's Park continuó participando en la FA Cup hasta 1887, año en el que la Asociación de Fútbol de Escocia prohibió a los clubes miembro participar en la competición inglesa. El equipo compite en la actualidad en las categorías inferiores de la liga escocesa de fútbol. Tanto el Marlow como el Maidenhead —conocido en la actualidad con el nombre de Maidenhead United— siguen en activo y ambos han participado en todas las ediciones de la competición a excepción de una. Además, actualmente existe un equipo del Civil Service —el servicio civil— que participa en las competiciones regidas por la Amateur Football Alliance. Finalmente, el Hitchin fue reformado en el año 1928 y pasó a llamarse Hitchin Town.

## Calendario
| Ronda         | Fecha                              | Número de encuentros | Equipos | Equipos entrantes en esta ronda |
| ------------- | ---------------------------------- | -------------------- | ------- | ------------------------------- |
| Primera ronda | 11 de noviembre de 1871            | 7 (4 disputados)     | 14 → 9  | 14                              |
| Segunda ronda | 16 de diciembre de 1871            | 5 (4 disputados)     | 10 → 5  | 1                               |
| Tercera ronda | 20–27 de enero de 1872             | 2                    | 5 → 4   | —                               |
| Semifinales   | 17 de febrero – 5 de marzo de 1872 | 2                    | 4 → 2   | —                               |
| Final         | 16 de marzo de 1872                | 1                    | 2 → 1   | —                               |

## Primera ronda
Aunque había un total de siete encuentros programados para la primera ronda, solo cuatro de ellos tuvieron lugar. Tanto el Wanderers como el Royal Engineers ganaron sus respectivos partidos sin tener que disputarlos, ya que sus rivales se retiraron de la competición. Del mismo modo, Queen's Park y Donington School no consiguieron llegar a un acuerdo en lo que respectaba al terreno de juego en el que se disputaría del encuentro, por lo que la organización del torneo les permitió avanzar a la siguiente ronda sin disputar el partido. Como el número de equipos participantes era impar, el Hamsted Headens quedó exento y pasó a la segunda ronda. El primer gol de la FA Cup lo anotó Jarvis Kenrick, del Clapham Rovers.
| 11 de septiembre de 1871 | Barnes           | 2 - 0 | Civil Service | —, Barnes                     |                               |
|                          | Dunnage · Weston |       |               | Asistencia: 1200 espectadores | Asistencia: 1200 espectadores |

| 11 de septiembre de 1871 | Hitchin | 0 - 0 | Crystal Palace | Top Field, Hitchin                                   |  |
|                          |         |       |                | Asistencia: 750 espectadores Árbitro(s): Desconocido |  |

| 11 de septiembre de 1871 | Maidenhead | 2 - 0 | Marlow F.C. | York Road, Maidenhead                                 |                                                       |
|                          | Young      |       |             | Asistencia: 1287 espectadores Árbitro(s): Desconocido | Asistencia: 1287 espectadores Árbitro(s): Desconocido |

|  | Queen's Park | — | Donington School |  |  |

| 11 de septiembre de 1871 | Upton Park | 0 - 3 | Clapham Rovers     | West Ham Park, Londres        |                               |
|                          |            |       | Kenrick · Thompson | Asistencia: 1500 espectadores | Asistencia: 1500 espectadores |

|  | Royal Engineers | w. o. | Reigate Priory |  |  |

|  | Wanderers | w. o. | Harrow Chequers |  |  |

|  | Hampstead Heathens | exento | — |  |  |

## Segunda ronda
En la segunda ronda, el sorteo de los cruces deparó un nuevo cruce entre el Queen's Park y el Donington School. En esta ocasión, a diferencia de la primera, el equipo colegial se retiró de la competición, por lo que el Queen's Park avanzó a los cuartos de final, aún sin jugar ningún partido. El encuentro entre el Barnes y el Hampstead Heathens finalizó con empate, pero en esta ocasión, en vez de avanzar ambos equipos a la próxima ronda, tuvieron que jugar un partido de repetición para dilucidar quién lo haría, y el Heathens resultó victorioso.
| 16 de diciembre de 1871 | Crystal Palace          | 3 - 0 | Maidenhead | Crystal Palace Park, Londres |  |
|                         | Bouch · Chenery · Lloyd |       |            |                              |  |

| 16 de diciembre de 1871 | Wanderers | 3 - 1 | Clapham Rovers | —, Londres                    |                               |
|                         | Pelham ·  |       | Anotado        | Asistencia: 2000 espectadores | Asistencia: 2000 espectadores |

| 23 de diciembre de 1871 | Barnes   | 1 - 1 | Hampstead Heathens | —, Barnes |  |
|                         | Heighton |       | Barker             |           |  |

| 10 de enero de 1872 | Hitchin | 0 - 5 | Royal Engineers                                 | —, Hitchin |  |
|                     |         |       | Anotado · Anotado · Anotado · Anotado · Anotado |            |  |

|  | Queen's Park | w. o. | Donington School |  |  |

### Repetición
| 6 de enero de 1872 | Hampstead Heathens | 1 - 0 | Barnes | —, Londres |  |
|                    | Leach              |       |        |            |  |

## Cuartos de final
Al haber un número impar de equipos restantes en la competición, el Queen's Park recibió la exención y llegó a las semifinales sin haber jugado. El encuentro entre Wanderers y Crystal Palace se saldó con un empate y ambos equipos avanzaron a las semifinales. El Royal Engineers se convirtió en el cuarto equipo que disputaría las semifinales gracias a una victoria por tres tantos a uno sobre el Hampstead Heathens. Este equipó no volvió a participar en el torneo en ninguna otra ocasión.
| 27 de enero de 1872 | Royal Engineers             | 3 - 0 | Hampstead Heathens |  |  |
|                     | Anotado · Anotado · Anotado |       |                    |  |  |

| 20 de enero de 1872 | Wanderers | 0 - 0 | Crystal Palace | Clapham Common, Londres |  |

|  | Queen's Park | exento | — |  |  |

## Semifinales
Todos los partidos de esta ronda, así como la final, se llevaron a cabo en el Kennington Oval, situado en la ciudad de Londres. Ambos semifinales finalizaron con empate a cero, por lo que fue necesario realizar sendos partidos de repetición. Sin embargo, el Queen's Park no pudo permitirse viajar desde Glasgow y se retiró de la competición, por lo que el Wanderers se hizo con una plaza en la final. Por otro lado, el Royal Engineers se hizo con la plaza restante al derrotar al Crystal Palace por tres goles a cero.
| 17 de febrero de 1872 | Crystal Palace | 0 - 0 | Royal Engineers | Kennington Oval, Londres      |  |
|                       |                |       |                 | Asistencia: 2000 espectadores |  |

| 5 de marzo de 1872 | Queen's Park | 0 - 0 | Wanderers | Kennington Oval, Londres      |  |
|                    |              |       |           | Asistencia: 2000 espectadores |  |

### Repetición
| 9 de marzo de 1872 | Royal Engineers           | 3 - 0 | Crystal Palace | Kennington Oval, Londres      |                               |
|                    | Renny-Tailyour · Mitchell |       |                | Asistencia: 2000 espectadores | Asistencia: 2000 espectadores |

|  | Wanderers | w. o. | Queen's Park |  |  |

## Final
La final del torneo la disputaron el Wanderers y el Royal Engineers en el Kennington Oval el 16 de marzo de 1872. Los «ingenieros» practicaban un juego caracterizado por el uso de los pases, conocido por aquel entonces como juego combinativo y considerado muy innovador respecto al habitual uso del regate. A pesar de esto, el Wanderers dominó el partido y se impuso por un gol a cero, el cual lo anotó Morton Betts. Aunque se desconoce la razón, el jugador disputó el partido bajo el seudónimo de A. H. Chequer. Se cree que lo hizo porque el jugador había jugado en el pasado en el Harrow Chequers.
| 16 de marzo de 1872 | Wanderers | 1 - 0 | Royal Engineers | Kennington Oval, Londres                               |                                                        |
|                     | Betts 15' |       |                 | Asistencia: 2000 espectadores Árbitro(s): Alfred Stair | Asistencia: 2000 espectadores Árbitro(s): Alfred Stair |

|  |  |

| Wanderers: |  |                          |
|            |  |                          |
| GK         |  | Reginald Courtenay Welch |
| FB         |  | Edgar Lubbock            |
| HB         |  | Albert Thompson          |
| FW         |  | C. W. Alcock             |
| FW         |  | Edward Bowen             |
| FW         |  | Alexander Bonsor         |
| FW         |  | Morton Betts             |
| FW         |  | William Crake            |
| FW         |  | Thomas Hooman            |
| FW         |  | Robert Vidal             |
| FW         |  | Charles Wollaston        |

| Royal Engineers: |  |                      |
|                  |  |                      |
| GK               |  | William Merriman     |
| FB               |  | Francis Marindin     |
| FB               |  | George Addison       |
| HB               |  | Alfred Goodwyn       |
| FW               |  | Hugh Mitchell        |
| FW               |  | Edmund Creswell      |
| FW               |  | Henry Renny-Tailyour |
| FW               |  | Henry Rich           |
| FW               |  | Herbert Muirhead     |
| FW               |  | Edmond Cotter        |
| FW               |  | Adam Bogle           |

### Citas
1. ↑  «YouTube». www.youtube.com. Consultado el 25 de mayo de 2025.
2. 1 2  Davies, 2003, p. 31.
3. 1 2 3  F«History of The FA Cup» (en inglés). The FA. Consultado el 16 de enero de 2015.
4. 1 2 3  Matthews, 2006, p. 85.
5. 1 2  «F.A. Cup 1871-72» (en inglés). The Football Club History Database. Consultado el 16 de enero de 2015.
6. ↑  Warsop, 2004, p. 28.